# Roca carbonatada

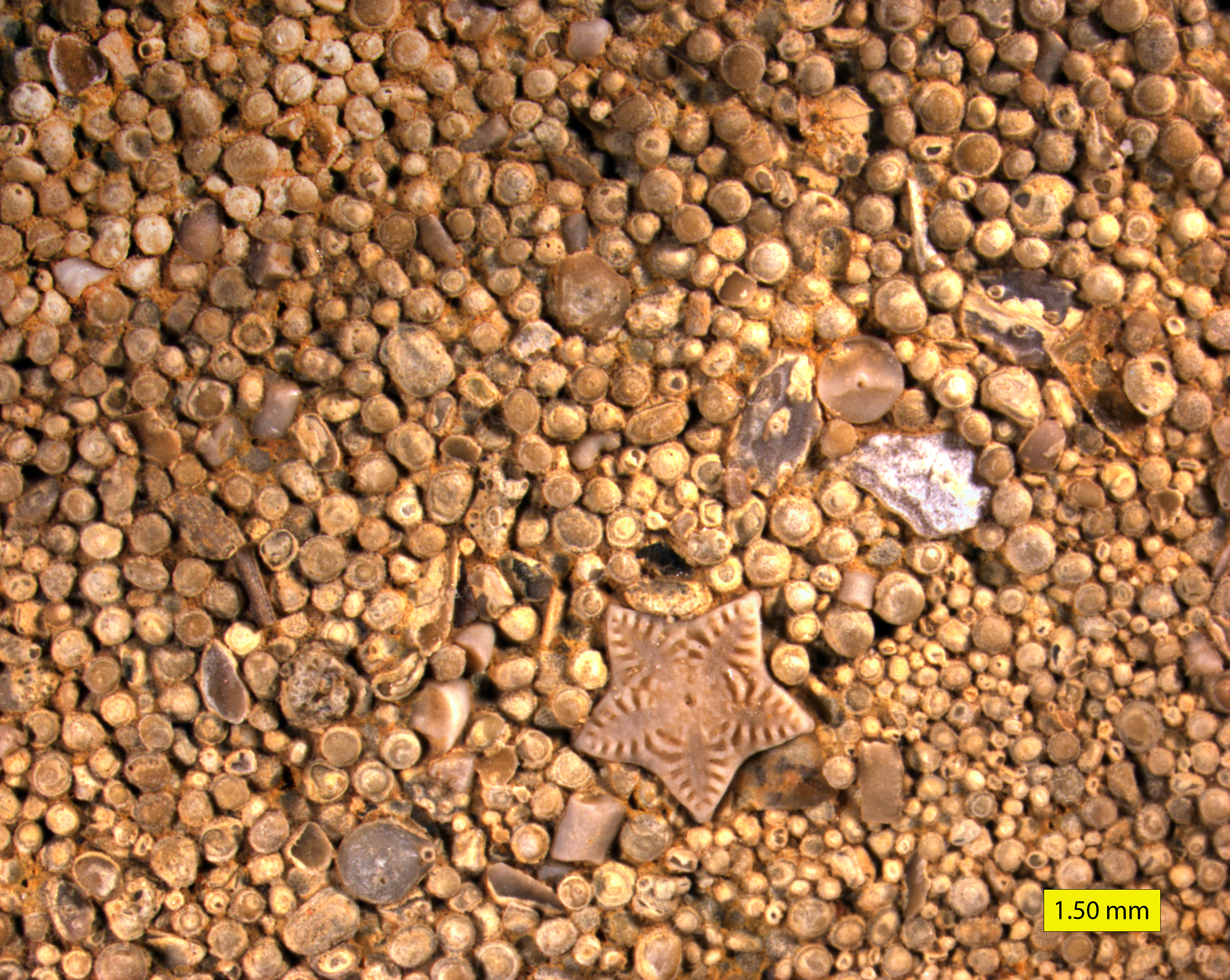
Ooides carbonatats a la superfície d'una pedra calcària; del Juràssic) a Utah.

Una roca carbonatada és un tipus de roca sedimentària la composició principal de la qual és els carbonats. Els principals tipus de roques carbonatades són la calcària, composta principalment per calcita ({\displaystyle CaCO_{3}}) i la dolomia, composta principalment pel mineral dolomita ({\displaystyle CaMg(CO_{3})_{2}}).